# Висо, Эрнесто
Эрне́сто Хосе́ Ви́со Лосса́да (исп. Ernesto Jose Viso Lossada; родился 19 марта 1985 года в Каракасе, Венесуэла) — венесуэльский автогонщик. Победитель британского чемпионата Ф-3 2003 года (национальный класс).

## Спортивная карьера

### Начало
Карьера Висо началась с картинга в 1993, где он участвовал вплоть до 2001, потом он перешёл в US Barber Formula Dodge East и уверено стал чемпионом. Также он участвовал в Зимней серия Итальянской Формулы-Рено в конце года, он перешёл в Британской Формуле-3 в 2002. В 2002 он также принял участие в Еврокубке Формулы-Рено 200, и в конце года в Зимней серии Британской Формулы-3.
В 2003 он стал участвовать в Британской Формуле-3 в классе-Б, и стал там чемпионом после аварии главного соперника. В основной класс он перебрался в 2004 году, проехав часть сезона за команду P1, уровень его выступлений заставил обратить внимание на себя команду Ф3000 Durango, которая пригласила участвовать его до конца сезона.

### GP2
В 2005 он гонялся в первом сезоне GP2 за команду BCN Competicion вместе с Хироки Ёсимото. В 2006 он продолжил участие в GP2 за команду iSport. Он выиграл два воскресных спринта в Сан-Марино и Испании. Также он был третьим пилотом Spyker MF1 Team и принимал участие в пятничной практике на Гран-при Бразилии.
Перед Гран-при Франции 2007 года было подтверждено, что Висо заменит Сержио Жименеса в Racing Engineering. Его гонка завершилась на первом круге после жуткой аварии с Михаэлем Аммермюллером и Кадзуки Накадзимой, в которой машина перелетела через бетонное ограждение, и приземлилась в метре от бетонного ограждения моста. Висо получил лишь ушибы, растяжение руки и сильное сотрясение мозга. Эта авария очень похожа на аварию с Марко Кампосом, которая произошла в 1995 году и привела к смерти Кампоса. Кампос умер из-за сильной травмы головы от удара об защитный барьер. Висо был в паре дюймов от этой участи. На время британского этапа его заменил Филипе Альбукерке. Висо продолжил выступать дальше, но его заменил Маркос Мартинес.

### IndyCar Series

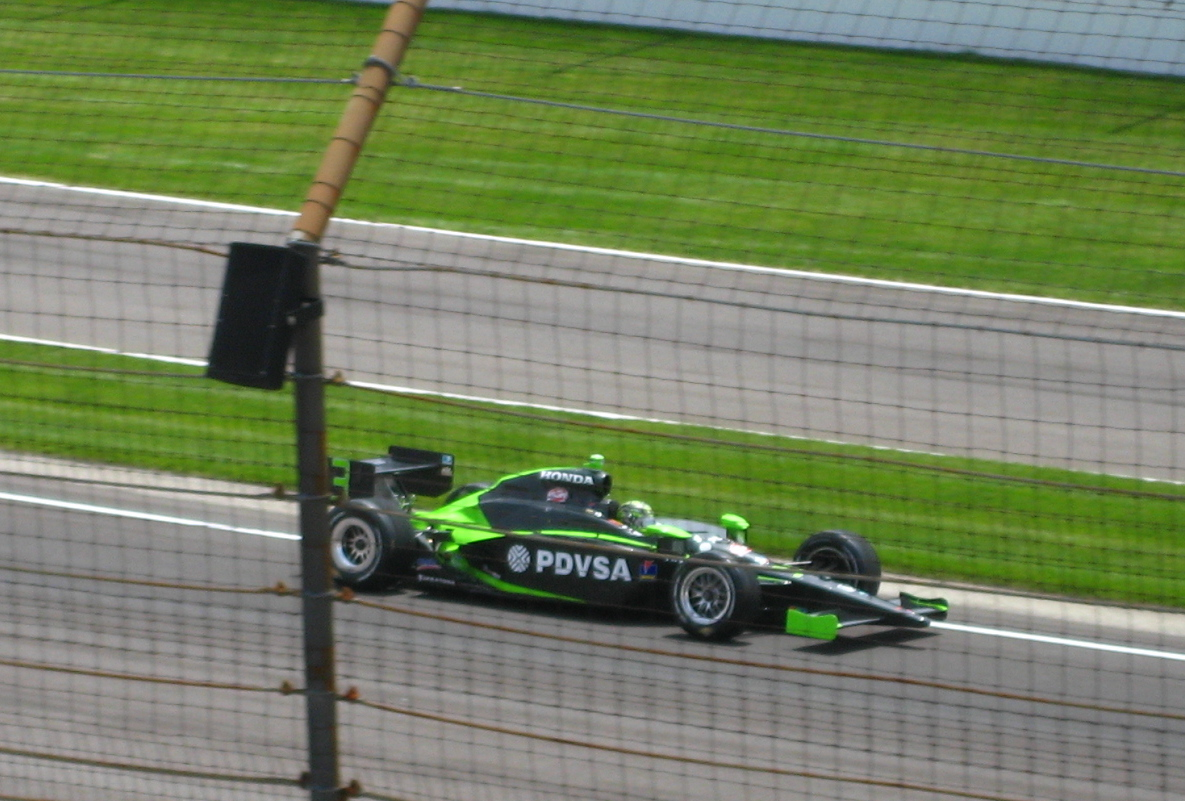
Висо выступает в Инди 500 в 2008

Висо перешёл в заново объединённый IndyCar в 2008 году, подписав контракт с командой HVM Racing. Он принял свой первый старт в овальных гонках 29 марта. Свой следующий этап в Питтсбурге он завершил на четвёртом месте. На этапе в Лонг-Бич финишировал на восьмом месте. После этапа в Уоткинс-Глене (где он финишировал десятым) ему поставили диагноз свинка ио отстранили от участия в следующей гонке. Висо завершил сезон восемнадцатым.
Следующий год удалось отъездить полностью, однако особых успехов вновь добиться не удалось — Эрнесто лишь единожды попал в Top10 (7-е место на этапе в Уоткинс-Глене) и вновь закончил год на 18-й строчке общего зачёта.
На следующий сезон Висо сменил команду — подписав контракт с KV Racing Technology. Особых успехов вновь не случилось, однако венесуэлец смог чуть чаще финишировать в Top20, а на этапе в Айове провёл свою лучшую гонку в карьере в серии — финишировав третьим. Год завершился на 17-й строчке общего зачёта.

## Статистика результатов в моторных видах спорта

### Гонки на машинах с открытыми колёсами

#### Международная Формула-3000
| 2004 | Durango | - | - | - | - | MAG 8 | SIL 11 | HOC 7 | HUN 6 | SPA 10 | MNZ 8 | 12-й | 7 |

#### Основной чемпионат GP2
| 2005 | BCN                | SMF 10 | -     | ESF НФ | ESS НФ | MOF ДСК | EUF НФ | EUS 11 | FRF 11 | FRS 8  | GBF 15 | GBS 13 | GEF ДСК | GES 12 | HUF 6 | HUS НФ | TUF 14 | TUS 12 | ITF НФ | ITS НФ | BEF 2  | BES 3  | BHF 8 | BHS 2 | 12-й | 21 |
| 2006 | iSport             | VAF 8  | VAS 2 | SMF 6  | SMS 1  | EUF 6   | EUS 11 | ESF 8  | ESS 1  | MOF НФ | GBF НФ | GBS 8  | FRF 10  | FRS НФ | GEF 5 | GES 4  | HUF 4  | HUS 4  | TUF НФ | TUS 13 | ITF НФ | ITS 10 |       |       | 6-й  | 42 |
| 2007 | Racing Engineering | -      | -     | -      | -      | -       | FRF НФ | -      | -      | -      | EUF 14 | EUS 8  | -       | -      | -     | -      | -      | -      | -      | -      | -      | -      |       |       | 29-й | 0  |

Курсивом выделены гонки, где показан быстрейший круг.

#### Формула-1
| 2006 | Spyker MF1 | Midland M16 | Toyota V8 | - | - | - | - | - | - | - | - | - | - | - | - | - | - | - | - | - | BRA ТП | - | - |

#### IRL IndyCar
| 2008 | HVM  | HMS 17 | STP 4  | -      | LBH1 9 | KAN 14 | IND 26 | MIL 8  | TXS 14 | IOW 13 | RIR 10 | WGL 10 | -      | MDO 22 | EDM 15 | KTY 13 | SNM 6  | DET 24 | CHI 23 | 18-й | 286 |
| 2009 | HVM  | STP 17 | LBH 23 | KAN 21 | IND 24 | MIL 18 | TXS 24 | IOW 20 | RIR 12 | WGL 7  | TOR 13 | EDM 12 | KTY 15 | MDO 15 | SNM 22 | CHI 17 | MOT 15 | HMS 16 |        | 18-й | 248 |
| 2010 | KVRT | SAO 12 | STP 17 | ALA 16 | LBH 15 | KAN 27 | IND 25 | TXS 11 | IOW 3  | WGL 11 | TOR 19 | EDM 8  | MDO 26 | SNM 19 | CHI 27 | KTY 26 | MOT 15 | HMS 19 |        | 17-й | 262 |

Жирным выделен старт с поул-позиции. Курсивом — гонка, где показан быстрейший круг.
| Сезоны | Команды | Старты | ПП | Победы | Подиумы | Top10 | Победы в Indy 500 | Титулы |
| ------ | ------- | ------ | -- | ------ | ------- | ----- | ----------------- | ------ |
| 3      | 2       | 50     | 0  | 0      | 1       | 9     | 0                 | 0      |

#### Результаты в Indy 500
| Год  | Шасси   | Мотор | СП | ФП | Команда |
| ---- | ------- | ----- | -- | -- | ------- |
| 2008 | Dallara | Honda | 26 | 26 | HVM     |
| 2009 | Dallara | Honda | 29 | 24 | HVM     |
| 2010 | Dallara | Honda | 19 | 25 | KVRT    |